# 기시 다카히데
기시 다카히데(일본어: 紀氏 隆秀, 1987년 4월 28일 ~ )는 일본의 전 축구 선수이다.

## 구단 경력
과거 비셀 고베, 가이나레 돗토리, FC 오사카에서 활동하였다.